# Aznalcázar (ort)
Aznalcázar är en ort i Spanien.   Den ligger i provinsen Provincia de Sevilla och regionen Andalusien, i den sydvästra delen av landet, 400 km sydväst om huvudstaden Madrid. Aznalcázar ligger 67 meter över havet och antalet invånare är 3 647.
Terrängen runt Aznalcázar är platt, och sluttar söderut. Runt Aznalcázar är det ganska glesbefolkat, med 27 invånare per kvadratkilometer. Närmaste större samhälle är Mairena del Aljarafe, 17,0 km öster om Aznalcázar. Trakten runt Aznalcázar består till största delen av jordbruksmark.